# Motorsport i Österrike
Österrike är ett av länderna med flest Grand Prix-vinnare av alla, men deras närvaro internationellt i motorsport har sjunkit under 2000-talet. Brist på aktiva banor och framgång för unga förare kan förklara tillbakagången.

## Formel 1

### Österrikes Grand Prix

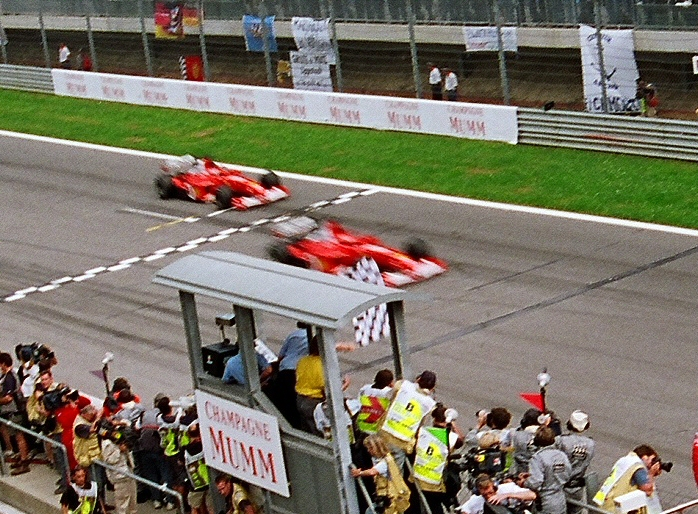
Den kontroversiella målgången av Österrikes Grand Prix 2002, där Rubens Barrichello tvingades släppa förbi stallkamraten Michael Schumacher.

1964 fick Österrike VM-status och fick arrangera ett formel 1-lopp för första gången, efter att ha arrangerat ett lopp utanför mästerskapet 1963. Zeltwegbanan i Zeltweg stod värd för tävlingen, som vanns av Lorenzo Bandini, vilket var hans enda VM-delseger. Den ojämna flygplatsbanan var dock inte populär, och därför byggdes Österreichring bara kilometer bort, dit formel 1 återkom 1970. Österreichring blev en oerhört populär och vådligt snabb bana, vilket fick som konsekvens att amerikanen Mark Donohue förolyckades där 1975. Efter Donohues krasch byggdes en chikan i kurvan där han åkt av, men farterna var fortsatt högst av alla i hela VM, samtidigt som banan krävde mycket marktryck för de snabba kurvorna. Till slut blev bilarna alldeles för snabba för banan, och efter 1987 lämnade formel 1 Österreichring.
Under 1990-talet sponsrade telekomföretaget A1 en ombyggnation av Österreichring, och A1-Ring såg dagens ljus. Banan arrangerade Österrikes Grand Prix för första gången 1997, och formel 1 återkom ytterligare sex gånger. Banans layout hade komprimerats, och var ansedd som en av de enklaste banorna i formel 1, även om medelhastigheten var högre än genomsnittet. Tävlingens image skadades av två kontroversiella stallorder av Ferrari 2001 och 2002, där Rubens Barrichello bägge åren tvingades flytta på sig för Michael Schumacher. 2001 handlade det om andraplatsen, och blev därför inte lika kontroversiellt som när Schumacher fick segern till skänks året efter. Pengabrist hos arrangören gjorde att Österrikes Grand Prix försvann efter säsongen 2003. Red Bull köpte banan och tänkte bygga om den, men stötte på patrull ifrån miljöaktivister, som har försenat bygget med många år. Eftersom Red Bull redan rivit depån har inga tävlingar kunnat hållas på banan sedan 2003.

### Formel 1-förare

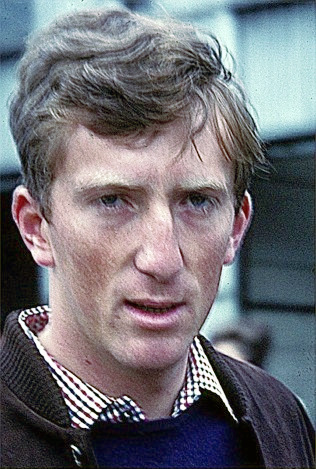
Jochen Rindt, Österrikes första världsmästare i formel 1.

Österrike har haft tre flerfaldiga Grand Prix-vinnare, varav Jochen Rindt och Niki Lauda blivit världsmästare. Rindt var en av de mest talangfulla förarna mot slutet av 1960-talet, men det var först 1970 han fick till det över en hel säsong, och kunde vinna VM efter fyra raka segrar i mitten av säsongen. När VM-titeln säkrades var dock Rindt död, sedan han drabbats av ett troligt bromshaveri i samband med tidskvalet till Italiens Grand Prix.
Niki Lauda och Helmut Marko hade tuffa bataljer i formel 3 vid tidpunkten för Rindts död, men Markos karriär tog slut på grund av att en sten gick igenom hans visir och gjorde honom blind på ena ögat i en av hans första starter i formel 1. Lauda kom istället att bli en av 1900-talets riktigt stora Grand Prix-förare, efter att ha vunnit VM 1975, 1977 och 1984. De första två titlarna tog Lauda för Ferrari, medan den sista var efter en rekordjämn säsong mot stallkamraten Alain Prost i McLaren. Lauda överlevde mirakulöst en krasch på Nürburgring 1976, men fick svåra brännskador, och har burit keps offentligt ända sedan dess. Efter karriären har han varit involverad i Ferraris och Jaguars F1-stall, varit kommentator på tysk TV, samt varit flygbolagsentreprenör.
Gerhard Berger var den förare som tog över Österrikes stafettpinne i formel 1 efter Lauda, och precis som sin föregångare vann han VM-tävlingar för både Ferrari och McLaren. Berger var dock aldrig nära att vinna VM, men kunde ta tio Grand Prix-segrar och gjorde respektabelt ifrån sig gentemot Ayrton Senna i McLaren. Även Berger kom att bli framgångsrik affärsman efter karriärens slut, och var dessutom involverad i Scuderia Toro Rosso i samband med Sebastian Vettels seger i Italiens Grand Prix 2008.
Efter att Berger slutade fick Alexander Wurz hans plats i Benetton, men han lyckades inte matcha stallkamraten Giancarlo Fisichella över tre säsonger och fick lämna stallet efter säsongen 2000. Han var därefter testförare frö McLaren och Williams, och fick köra säsongen 2007 med Williams, där han tog karriärens tredje tredjeplats i formel 1. Wurz är annars mest känd för att ha vunnit Le Mans 24-timmars såväl 1996 som 2009.
Flera andra österrikiska förare har kört i formel 1, men ingen annan har slutat på pallen.

### Red Bull Racing
Red Bull är ett av Österrikes största företag, och det allra mest kända internationellt. En stor del av deras marknadsföring kommer igenom motorsporten, och efter att ha sponsrat det schweiziska teamet Sauber under ett tiotal år, köpte Dietrich Mateschitz Jaguar Racing, efter att Ford bestämt sig för att lägga ned stallet. Red Bull har ända sedan dess tävlat i formel 1 under den österrikiska flaggan, trots att man är baserade i Milton Keynes i Storbritannien. Red Bull har vunnit flera Grand Prix-tävlingar under eget namn, och har även tävlat med österrikaren Christian Klien som en av sina förare. Sebastian Vettel är den Red Bull-förare som varit mest framgångsrik, med ett VM-silver 2009, efter att ha vunnit fyra deltävlingar.

## Övrig verksamhet

### Roadracing
Österrike har haft få talangfulla förare inom roadracing, men Rupert Hollaus vann 125cc-VM 1954 postumt, efter att ha kraschat och avlidit i säsongsavslutningen. Salzburgring började arrangera VM under 1970-talet, och arrangerade Grand Prix ända fram till 1994, då A1-Ring vann kontraktet för att arrangera tävlingen. Efter säsongen 1996 försvann dock Österrikes Grand Prix från kalendern, då A1-Ring istället satsade på att arrangera Superbike-VM. Efter några säsonger lämnade även Superbike banan, och Österrike har inte arrangerat några större tävlingar sedan dess.

### Sportvagnsracing

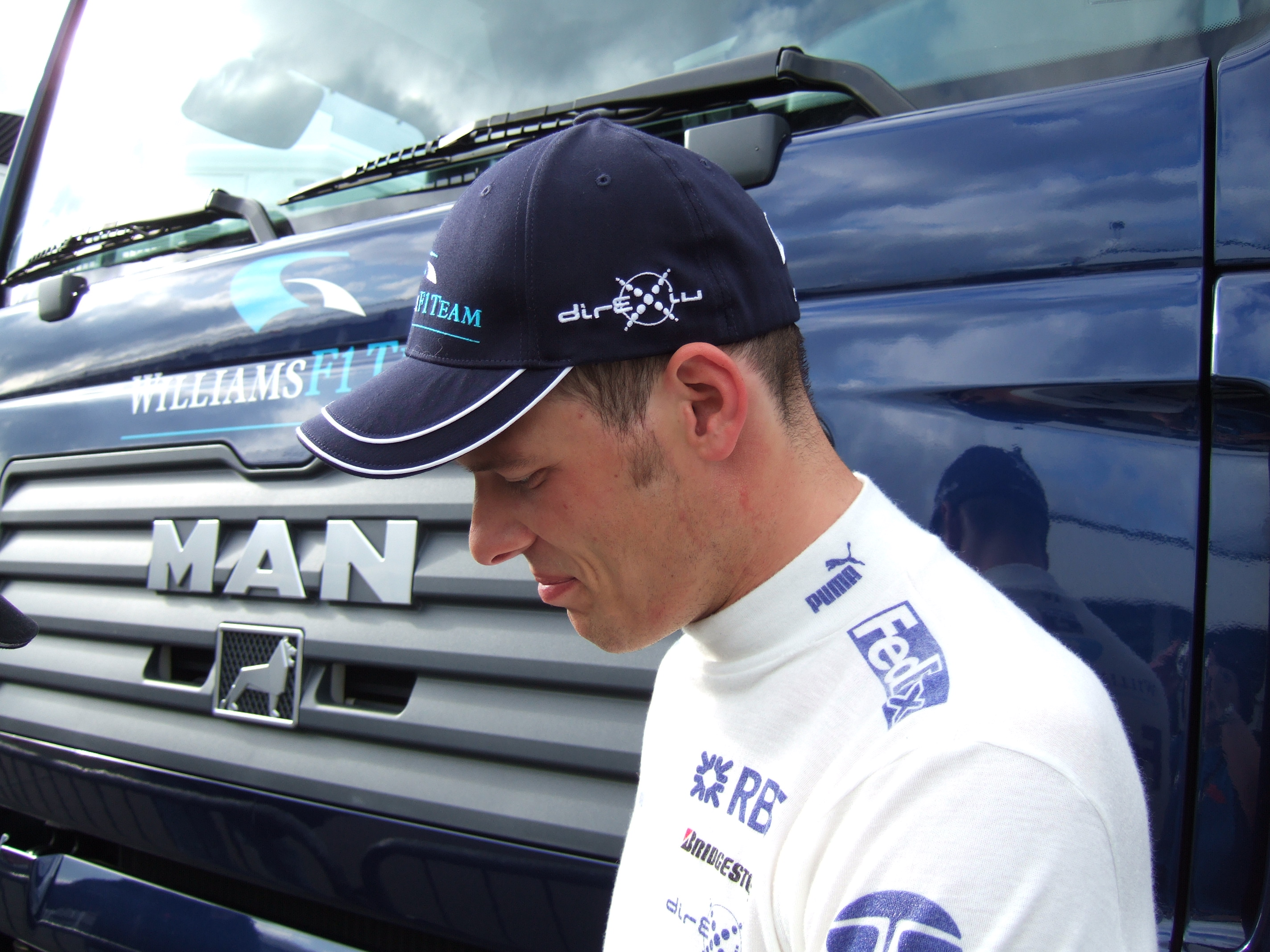
Alexander Wurz, tvåfaldig vinnare av Le Mans 24-timmars, samt formel 1-förare.

Helmut Marko och Alexander Wurz är de två österrikiska förarna som vunnit Le Mans 24-timmars. Efter att Porsche i Salzburg anmält bilen som vann 1970, tog Marko och Gijs van Lennep hand om totalsegern året efter i den oerhört motorstarka Porsche 917-bilen. Efter det dröjde det 25 år innan debutanten Wurz var med och vann i en annan Porsche 1996. Efter det gick Wurz till formel 1, och det dröjde tolv år innan han kom tillbaka till Le Mans. Efter att ha blivit tvåa 2008 var Wurz med och hjälpte Peugeot att vinna tävlingen 2009, när han delade bil med David Brabham och Marc Gené.

### Red Bulls sponsring

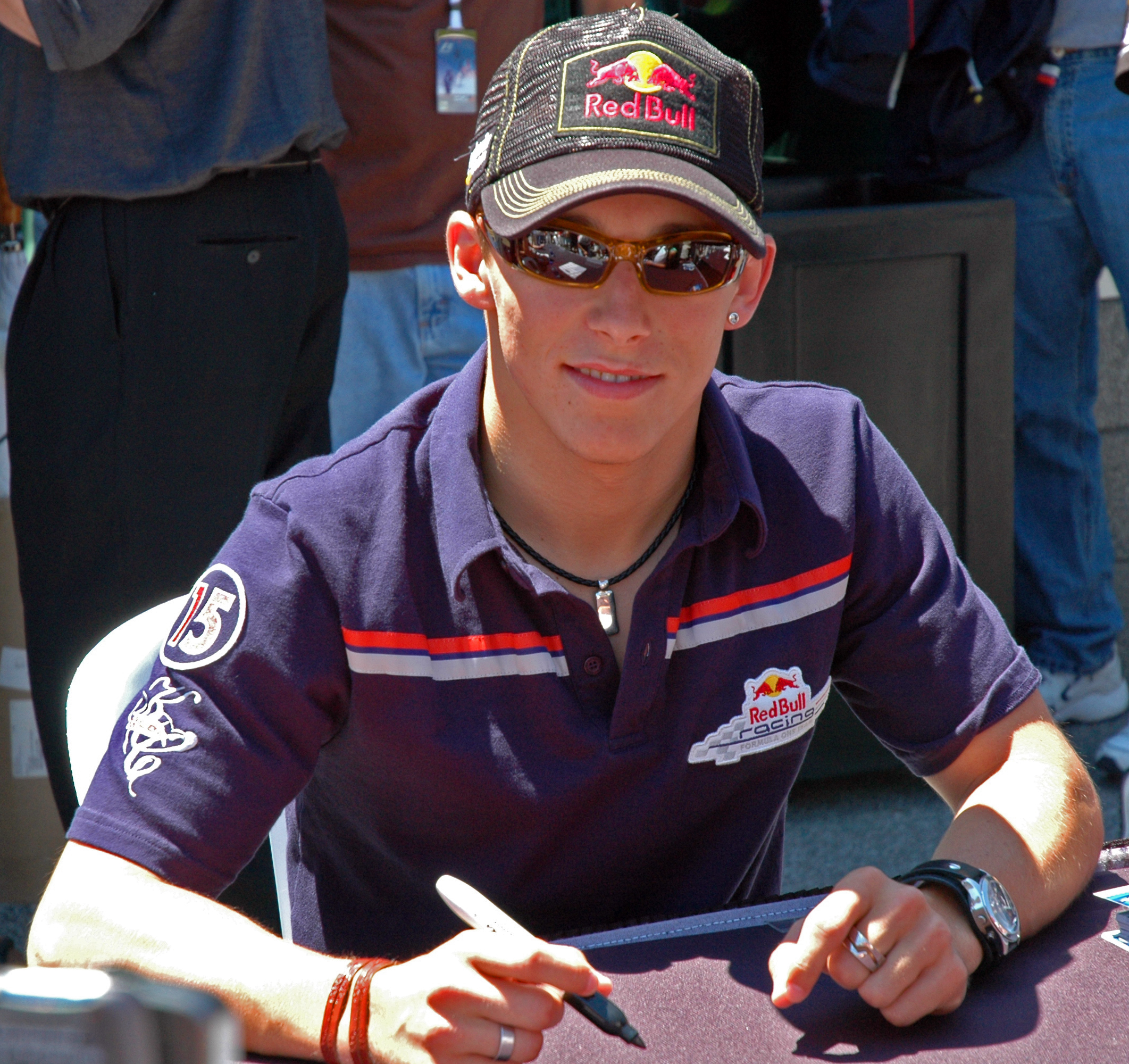
Österrikaren Christian Klien, en av alla racerförare som dragit nytta av sponsring från Red Bull.

Red Bull är en av motorsportens största makthavare, och antagligen dess största kommersiella sponsor. Förutom att man äger Red Bull Racing och Scuderia Toro Rosso i formel 1, samt NASCAR:s Red Bull Racing Team, så äger man Red Bull Air Race-serien, har ett program för unga förare som man hoppas ska nå formel 1, sponsrar Citroëns fabriksstall i Rally-VM, samt motocross och rallystjärnan Travis Pastrana. Red Bull var även företaget som finansierade Kimi Räikkönens intåg i Rally-VM 2010.